# Mur (wieś)
Mur (cyr. Мур) – wieś w Serbii, w okręgu raskim, w mieście Novi Pazar. W 2011 roku liczyła 4169 mieszkańców.